# The Chalkeaters
The Chalkeaters (с англ. — «Мелоеды») — англоязычный музыкальный коллектив из Санкт-Петербурга, Россия, выпускающий комедийные песни о видеоиграх.
Проект основали в 2018 году музыканты Alios, Ergy и Тим Маслов. Позже к постоянному составу коллектива присоединились художница Pondis и видео-дизайнер Lenich. Группа стала широко известна в Интернете после выпуска в 2020 году вирусного клипа «Doom Crossing: Eternal Horizons», на январь 2023 имеющего более 50 млн просмотров на YouTube.
The Chalkeaters пишут разножанровые песни и рисуют собственные оригинальные анимационные клипы, высмеивающие известные серии игр, персонажей и лица игровой индустрии. Группа характеризует свои работы как «overproduced shitpost» («перепродюссированный щитпост»), подразумевая, что старается в наилучшем качестве воплотить дурашливые песни про интернет-мемы.
The Chalkeaters приглашают в свои проекты известных вокалистов — в их песнях пели Эллен Маклейн и Джонни Джиоэли, а также YouTube-музыканты Black Gryph0n и The Stupendium.

## История
Группу создали петербургские музыканты, ранее вместе игравшие в рок-группе BroniKoni. В 2018 году, после выхода альбома Friendship Express и ЕР Bingo, лидер и автор песен Alios (Александр Серебро) предложил гитаристу Ergy (Сергей Гумба) и звукорежиссёру Тиму Маслову втроём создать на YouTube сайд-проект с песнями про видеоигры. На вокал было решено приглашать зарубежных исполнителей, чтобы англоязычные тексты звучали более аутентично.
Первой выпущенной песней стала поп-панк-композиция «Bowsette», посвящённая популярному мему о женской версии Боузера из игр серии Super Mario Bros. В треке Боузетта постоянно похищает принцессу Пич, чтобы завоевать сердце Марио. На вокал в роли Боузетты была приглашена Мария Горбунова, известная под ником M-G UniNew, а роль Марио исполнил рэпер Nekro G.
Клип «It Just Works» вышел в июне 2019 года и высмеивал многочисленные проблемы игровой студии Bethesda и их игр, а также не исполняющиеся обещания её главы Тодда Говарда. Говард в видеоклипе предстаёт в образе злодея из мюзикла: несмотря на баги и недоработки, его игры продолжат покупать, ведь «это просто работает». Роль Тодда исполнил Кайл Райт, а джазовую аранжировку вживую записали петербургские духовые музыканты. Отрывок из клипа вставил в своё видео известный видеоблоггер The Quartering, что привело к первому заметному росту просмотров и подписчиков у проекта.
Следующий клип на песню «Breathtaking» вышел в ноябре 2019 года. Клип отсылается к выступлению Киану Ривза на выставке видеоигр E3 2019 году, где на крик из зала, назвавшим его потрясающим, актёр ответил, что потрясающие — фанаты, что породило многочисленные мемы о любви к Киану и о его доброте. По описанию авторов, это послание любви к актёру. Видео содержит юмористические отсылки к ролям Киану и к событиям игровой индустрии.
В апреле 2020 был выпущен клип «Doom Crossing: Eternal Horizons», ставший главным хитом группы — на январь 2023 года он имеет более 50 миллионов просмотров на YouTube. Песня посвящена мему о дружбе Думгая и Изабель, возникшему из-за того, что ультра-жестокий шутер Doom Eternal и супер-милая игра Animal Crossing: New Horizon вышли в один день — 20 марта 2020 года. По сюжету Изабель гуляет по спокойному мирному острову, но неожиданно в этот мир попадёт Думгай. Он находит общий язык с героиней, учит её стрелять и зовёт в свой мир сражаться с демонами. В клипе действие резко переключается между невинным весельем на острове и кошмарными битвами в аду, аналогично меняется визуальный стиль и жанры музыки.
Американская певица Наталья Натчан, известная под ником PiNKII, озвучивает Изабель, а Джонатан Луманн выступил как «брутальный голос DOOM».
В мае 2020 группа выпустила поп-песню «Lock Me Up (Quarantine Song)». В ней певец Idrise в образе радостного геймера рад возможности пройти все любимые игры, оставаясь дома из-за карантина, вызванного пандемией вируса Covid-19.
В 2021 году вышел клип «Count to Three», повествующий о студии Valve и её генеральном директоре Гейбе Ньюэлле. Клип высмеивает студию, не выпускающую третьи части своих популярных серий, и отсутствие у неё новых крупных однопользовательских проектов, при том, что у разработчиков очень высокие гонорары. В качестве камео в создании клипа приняла участие Эллен Маклейн — актриса озвучания GLaDOS, робота-антагониста игр серии Portal. Актриса высоко оценила прошлые работы группы и была рада вернуться к роли в фанатском проекте. Интро для клипа записал сам Гейб Ньюэлл, также он дал разрешение использовать образы персонажей игр, а Маклейн сыграть роль GLaDOS. Из-за участия в проекте официальных лиц студии, часть зрителей видео решила, что клип — это намёк на скорый анонс Half-Life 3.
В самой песне в роли Гейба спел британский блогер и музыкант The Stupendium. Клип собрал более 13 миллионов просмотров.
В ноябре 2021 года The Chalkeaters, наряду с другими артистами, приняли участие в создании видео, которое демонстрирует развитие игр, для шоу, посвящённого 50-летию видеоигр в рамках 39-й церемонии Golden Joystick Awards 2021. Музыканты исполнили отрывок, посвящённый Doom и Animal Crosing.
Клип «Crushing Thirties» был выпущен в январе 2022 года и посвящён 30-летию серии игр Sonic the Hedgehog. Клип иронизирует над темой взросления, показывая, как у тридцатилетнего Соника начинается кризис среднего возраста. Доктор Эггман вышел на пенсию и больше не злодействует, в результате чего Соник бездельничает дома, пока накапливаются счета, за что его упрекает жена Эми Роуз. В видео также можно заметить Наклза, Тейлза и Крим, которые аналогично повзрослели и повязли в рутине. Стиль песни отсылает к хард-рок-группе Crush 40, знаменитой вокальными темами в серии игр Sonic Adventure, а вокальную партию исполнил сам вокалист этой группы Джонни Джиоэли.
В апреле 2022 года Alios, глава The Chalkeaters, выступил с осуждением вторжения России на Украину и объявил, что группа покидает страну. Спустя два месяца The Chalkeaters заявили, что часть участников группы переехала в Грузию, Израиль и Великобританию.
В июне 2022 вышла песня «Rise Guys» — драматичная баллада о персонажах игры Fall Guys. В качестве вокалиста выступил британский певец Деннис Демилль.
В сентябре 2022 вышел анимационный клип «A Songus Amongus», в котором The Chalkeaters впервые представили своего маскота — Профессора Чалка. По сюжету клипа, Чалк впадает в паранойю и начинает повсюду видеть силуэты персонажей игры Among Us, начиная от куриных наггетсов, заканчивая письменностью сингальского языка, одного из официальных языков Шри-Ланки. Клип высмеивает мем о том, что всё вокруг нас выглядит как персонажи Among Us, а также одержимость фанатов игры: например, то, что на eBay продали куриный наггетс из «Макдоналдс» в форме персонажа Among Us за почти 100 тысяч долларов. Вокальную партию Профессора исполнил американский певец и блогер Габриэль Браун, более известный на YouTube как Black Gryph0n. Клип высоко оценил Маркус Бромандер, основатель InnerSloth, разработчика Among Us.
В ноябре 2022 года группа выпустила песню «Furrýmon: Gotta Smash 'Em All!». В анимационном клипе Профессор Чалк хочет стать тренером покемонов, но обнаруживает их сексуализированными фурри. К роли Профессора вернулся Black Gryph0n, а роль рэпера-вапореона исполнила PiNKII, до этого исполнившая роль Изабель в «Doom Crossing».
7 апреля 2023 года вышел клип «Bowsette Remake», который является ремейком самого первого клипа группы, и к своим ролями в озвучке Боузетты и Марио вернулись Мария Горбунов (M-G UniNew) и рэпер Nekro G.
В августе 2023 был выпущен клип «Must Have Been the Wind», в работе над которым снова участвовал Black Gryph0n. Клип является пародией на игру Skyrim.
В октябре 2023 вышел клип «One More Pull» в сотрудничестве с музыкантами Black GryphOn и Rustage. Клип является пародией на игру Genshin Impact, особенно на механику гатя.

## Дискография

### Синглы
- 2019 — «Bowsette» (feat. M-G UniNew & Nekro G)
- 2019 — «It Just Works» (feat. Kyle Wright)
- 2019 — «Breathtaking» (feat. Natalia Natchan)
- 2020 — «Doom Crossing: Eternal Horizons» (feat. Natalia Natchan)
- 2020 — «Lock Me Up (Quarantine Song)» (feat. Idrise)
- 2020 — «It’s a Gamer’s Christmas» feat. (Natalia Natchan)
- 2021 — «Count to Three» (feat. The Stupendium & Ellen McLain)
- 2022 — «Crushing Thirties» (feat. Johnny Gioeli)
- 2022 — «Rise Guys» (feat. Dennis DeMille)
- 2022 — «A Songus Amongus» (feat. Black Gryph0n)
- 2022 — «Furrýmon: Gotta Smash 'Em All!» (feat. Black Gryph0n & PiNKII)
- 2023 — "Bowsette Remake (feat. M-G UniNew & Nekro)
- 2023 — «Must Have Been the Wind» (feat. Black Gryph0n)
- 2023 — «One More Pull» (feat. Black Gryph0n & Rustage)
- 2024 — «Roll Out The Fallout» (feat. Black Gryph0n & Benny Benack III)
- 2024 — «FNAF Kids» (feat. Black Gryph0n, DHeusta, The Stupendium, OR3O & MatPat)
- 2024 — «Cheeki Breeki» (feat. Lenich & Kirya)
- 2024 — «SHADOW WICK: Murderholics» (feat. Caleb Hyles)
- 2025 — «Trash Can Song» (feat. Elsie Lovelock, Michael Kovach & Kathy-chan)
- 2025 — «Marketable Plush» (feat. Black Gryph0n)
- 2025 — «Ready Player Two» (feat. Chi-Chi and Alex Walker Smith)

## Участники

### Музыканты
- Alios — продюсер, композитор, автор текстов[3]
- Тим Маслов — композитор, музыкальный продюсер[3]
- Ergy — гитарист, аранжировщик[3]

### Художники и аниматоры
- Pondis — арт-директор, главный художник[1][15]
- Lenich — видео-дизайнер[1][15]
- Yumi the Cat — аниматор («Count to Three», «Doom Crossing: Eternal Horizons»)[1][3][15]
- Hunternif — художник («Count to Three», «Doom Crossing: Eternal Horizons», «Rise Guys»)[15]
- debr0dis — режиссёр анимации («Crushing Thirties», «Furrýmon: Gotta Smash 'Em All!»)
- Anchorpoint — видео-дизайнер («Rise Guys»)
- Benedique — аниматор («A Songus Amongus»)

### Приглашённые артисты
- M-G UniNew («Bowsette»)
- Nekro G («Bowsette»)
- PiNKII[9] («Breathtaking», «Doom Crossing: Eternal Horizons», «It’s a Gamer’s Christmas», «Furrýmon: Gotta Smash 'Em All!»,"FNAF Kids")
- Idrise («Lock Me Up»)
- Эллен Маклейн[18] («Count to Three»)
- The Stupendium[17][18][4] («Count to Three»)
- Джонни Джиоэли[19] («Crushing Thirties»)
- Деннис Демилль («Rise Guys»)
- Black Gryph0n («A Songus Amongus», «Furrýmon: Gotta Smash 'Em All!», «Roll out the Fallout!»)
- Rustage («One More Pull»)
- Caleb Hyles («SHADOW WICK: Murderholics»)

## Критика и отзывы
В статье, посвящённой выходу клипа «Breathtaking», Келли Нокс из Nerdist написала, что песня изображает индустрию видеоигр серой и циничной, которую своим участием освещает Киану Ривз. Журналистка похвалила вокал Наталии Натчан и назвала анимацию «неземной». Она отметила, что, хотя в некоторых местах заметно, что текст писал не носитель языка, это только добавляет очарования и подлинности эмоциям, стоящим за этой песней.
В обзоре клипа «A Songus Amongus» журналист из PCGamer назвал видео «действительно милым» и сравнил его с песнями Гарри Партриджа о Skyrim из далёкого 2011 года, назвав такими же дерзкими, искренними и весёлыми. Журналист оценил смену жанров в «A Songus Amongus», где поп-музыка сменялась на фанковую танцевальную часть и метал.
В статье на TheGamer про «Doom Crossing» автор похвалил группу, назвав объединение поп-музыки на укулеле с пауэр-металом «впечатляющим», а сам клип — «блестящим».
Сайт rbkgames упомянул клип «It Just Works» в списке главных мемов 2019 года.
В обзоре сайта The Gamer на песню «Count To Three» исполнение названо великолепным, а автор поначалу был сбит с толку и решил, что Гейб Ньюэлл поёт всю песню.
Эллен Маклейн призналась, что была польщена предложением снова исполнить роль GLaDOS для песни «Count To Three». Актриса очень лестно отозвалась о песне, назвав её чудесной, хорошо написанной и умной композицией, а также похвалив текст и музыку. Кроме того, она положительно отметила других исполнителей, особенно голоса Аликс и Гейба.
Один из самых популярных ютьюб-видеоблоггеров и летсплееров Пьюдипай снял видео-реакцию на клип «DOOM Crossing», где назвал песню по-настоящему цепляющей, а группу Chalkeaters — «очень крутой».